# Nemapogon bachmarensis
Nemapogon bachmarensis är en fjärilsart som beskrevs av Aleksei Konstantinovich Zagulajev 1964. Nemapogon bachmarensis ingår i släktet Nemapogon och familjen äkta malar. Inga underarter finns listade i Catalogue of Life.